# Nordsteimke
Nordsteimke ist ein Stadtteil im Osten der Stadt Wolfsburg.

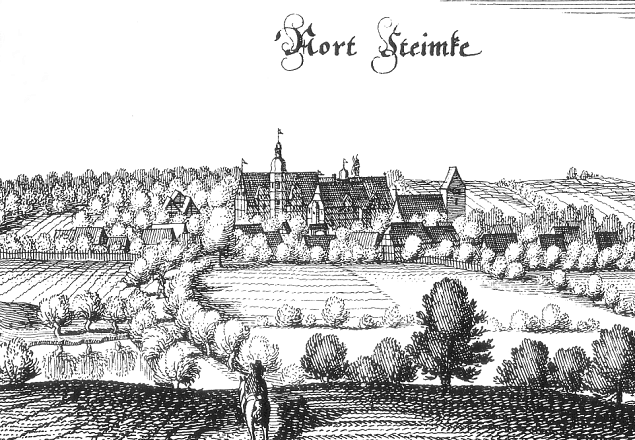
Merian-Kupferstich von Nordsteimke 1654 mit der repräsentativen Rittergutsanlage

## Geschichte

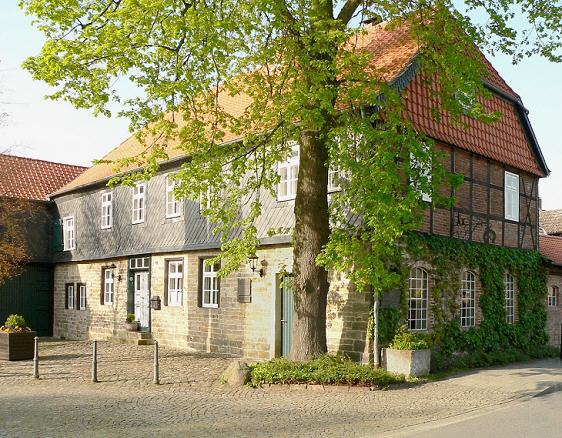
Heinrich-Büssing-Haus

1238 wird der Ort in einer Urkunde als Steinbeke erwähnt. 1332 ist der Name als Stembeke angegeben und in diesem Jahrhundert besaß ein Geschlecht von Steimke hier Lehnsgüter. Erst ab 1440 ist die Rede von Nordsteimke. Als adlige Gutsbesitzer im Ort trat 1303 die Familie von Mahrenholtz auf. Im Dreißigjährigen Krieg erbat Franz Julius von Mahrenholtz Hilfe von der Stadt Braunschweig wegen Plünderungen. Er konnte das Rittergut nicht halten, das dann an Frantz Julius von dem Knesebeck überging. 1654 beschrieb Matthäus Merian Nordsteimke folgendermaßen:
Das Hauß Nord-Steimke/ist im Fürstentumb Braunschweig Wolfenbüttel/etwa eine halbe Meil weges vom Drömling belegen/ vormals sollen nur etzliche Bawerhöfe allhier gewesen seyn/ nachgehends ist es an die von Marenholtz gekommen/ welche das Hauß auch gebawt haben; jetzo possediret dieses Gut der Fürstl. Braunschweigisch Hoff/Marschalck/Frantz Julius von dem Knesebeck
Im Ort wurde 1843 Heinrich Büssing, der Pionier des Lastwagen- und Omnibus-Baus und Begründer der späteren Büssing AG, geboren. Sein Geburtshaus ist die frühere Dorfschmiede, die 1988 zum Museum Heinrich-Büssing-Haus umgestaltet wurde. Dort erlernte er von seinem Vater das Schmiedehandwerk.
1968 wurde am Ortsrand ein großes Einkaufszentrum errichtet, wo sich zum Schluss ein Real-Markt befand. Der ehemalige Real-Markt soll abgerissen werden. An dessen Stelle wird allerdings ein neues Einkaufszentrum geplant.
Am 1. Juli 1972 wurde Nordsteimke, das aus dem Landkreis Helmstedt stammt, gemäß dem Wolfsburg-Gesetz in die Stadt Wolfsburg eingegliedert.
Seit 2020 entsteht das große Neubaugebiet „Sonnenkamp“ im Nordosten des Stadtteils, in das 2023 die ersten Bewohner einzogen.

## Politik
Nordsteimke bildet mit dem benachbarten Stadtteil Barnstorf die Ortschaft Barnstorf-Nordsteimke und wird durch einen Ortsrat vertreten. Ortsbürgermeister ist Philipp Kasten (CDU) (Stand: September 2022).

## Kultur und Sehenswürdigkeiten
- Die ehemalige Dorfschmiede, das Heinrich-Büssing-Haus, ist das Geburtshaus von Heinrich Büssing. Seit dem 20. August 1988 ist es ein Museum.[7]
- Großsteingrab Nordsteimke südlich des Ortes in der Nähe des heutigen Sportzentrums.[8]

Es wurde 1968 von einem Landwirt beim Pflügen seines Ackers entdeckt. 1969 erfolgte eine archäologische Ausgrabung der Fundstätte mit einer Wiedererrichtung 1975 an einer anderen Stelle als dem Fundort. Das Alter der vergleichsweise kleinen und schlichten Anlage ließ sich in die Jungsteinzeit etwa 3600 v. Chr. einordnen. Die Grabstätte ist im östlichen Niedersachsen eine seltene Form. Eine ähnliche Megalithanlage aus demselben Zeitraum sind die Lübbensteine etwa 30 km südlich bei Helmstedt.
- Wasserhochbehälter auf dem Windmühlenberg (126 Meter über NN) mit gutem Ausblick.
Der Hochbehälter ging 1942[9] in Betrieb und war mit 30.000 m³ seinerzeit neben einem Behälter in München der größte Trinkwasserbehälter in Europa. Der Behälter wurde 1987 um drei runde Kammern erweitert, sodass er heute insgesamt 45.000 m³ Trinkwasser aus dem Harz sowie aus den Wasserwerken Westerbeck und Rühen speichern kann.
- St.-Nicolai-Kirche (1235) (evangelisch-lutherisch) mit gotischem Schnitzaltar; ältester Bauteil ist der romanische Westturm aus Feldsteinen und Findlingen. Das Kirchenschiff stammt von 1904. Patronatsherren sind seit 1846 die Grafen von der Schulenburg. Die Kirchengemeinde gehört zur Propstei Vorsfelde.
- Seit 1846 ist das Rittergut Nordsteimke im Besitz der Grafen von der Schulenburg-Wolfsburg. Seit 2016 besteht auf einem Teilbereich des Gutes das Boardinghotel Yard.[10]

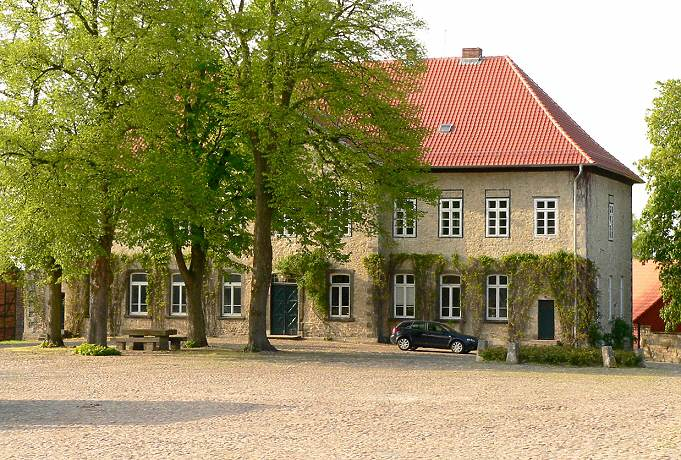
Herrenhaus des Rittergutes von der Schulenburg
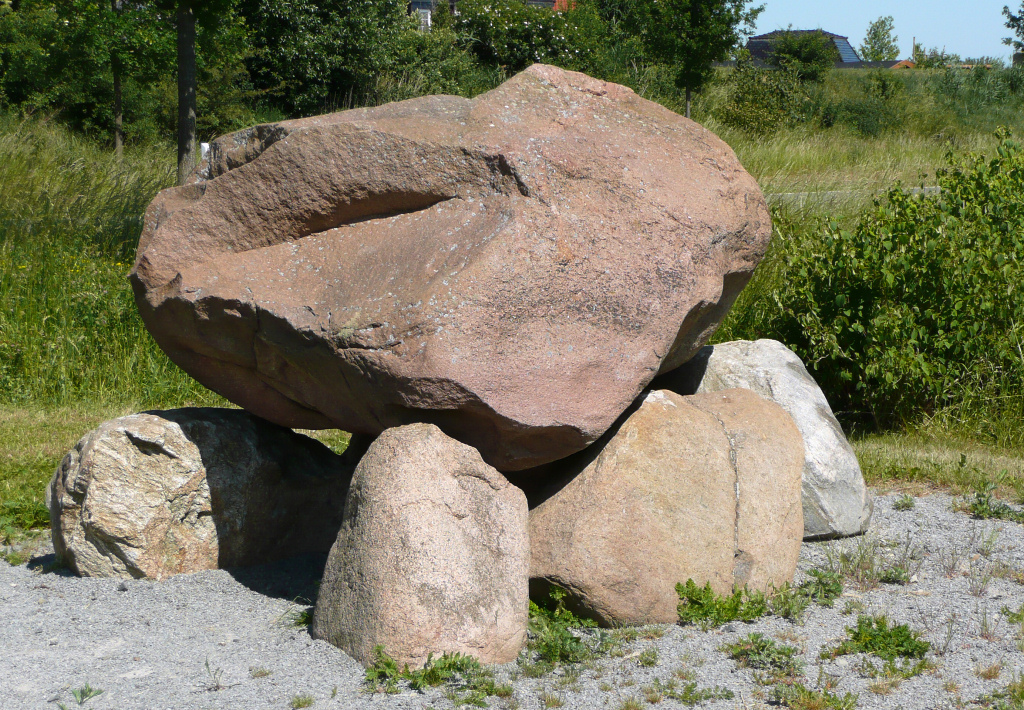
Rekonstruiertes Großsteingrab Nordsteimke
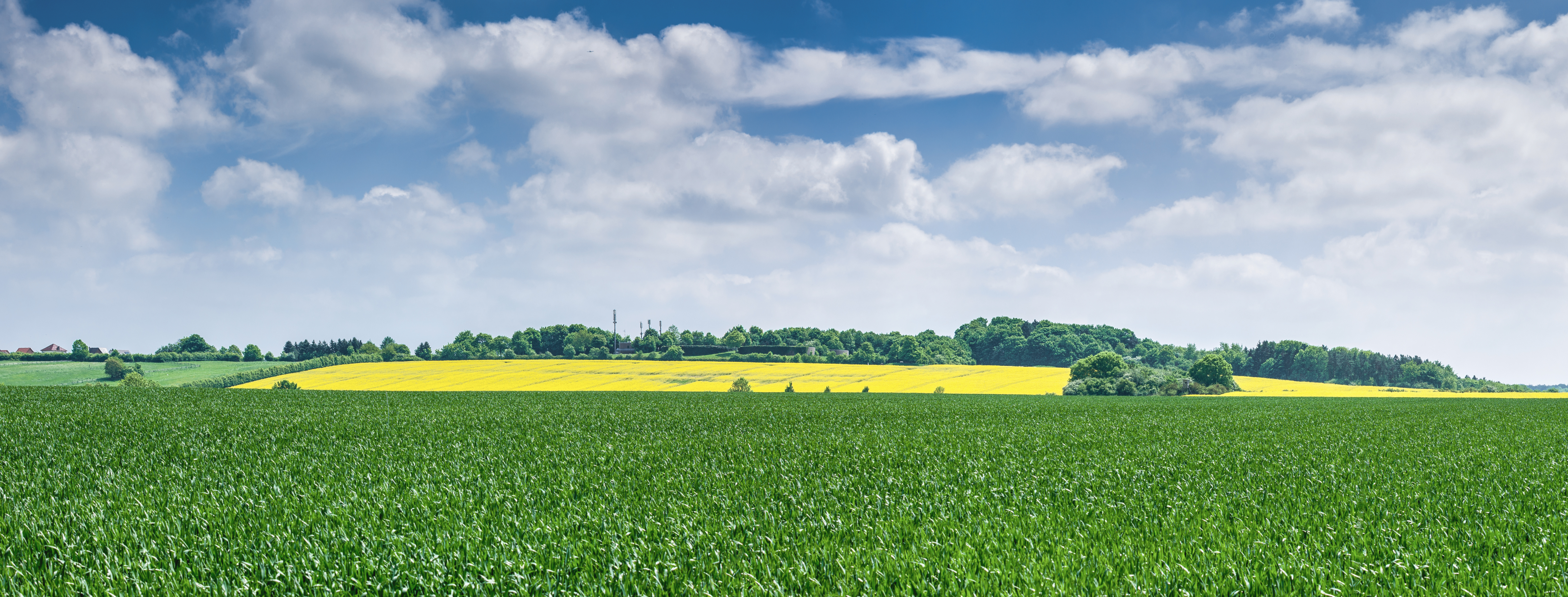
Wasserhochbehälter der LSW auf dem Windmühlenberg Nordsteimke
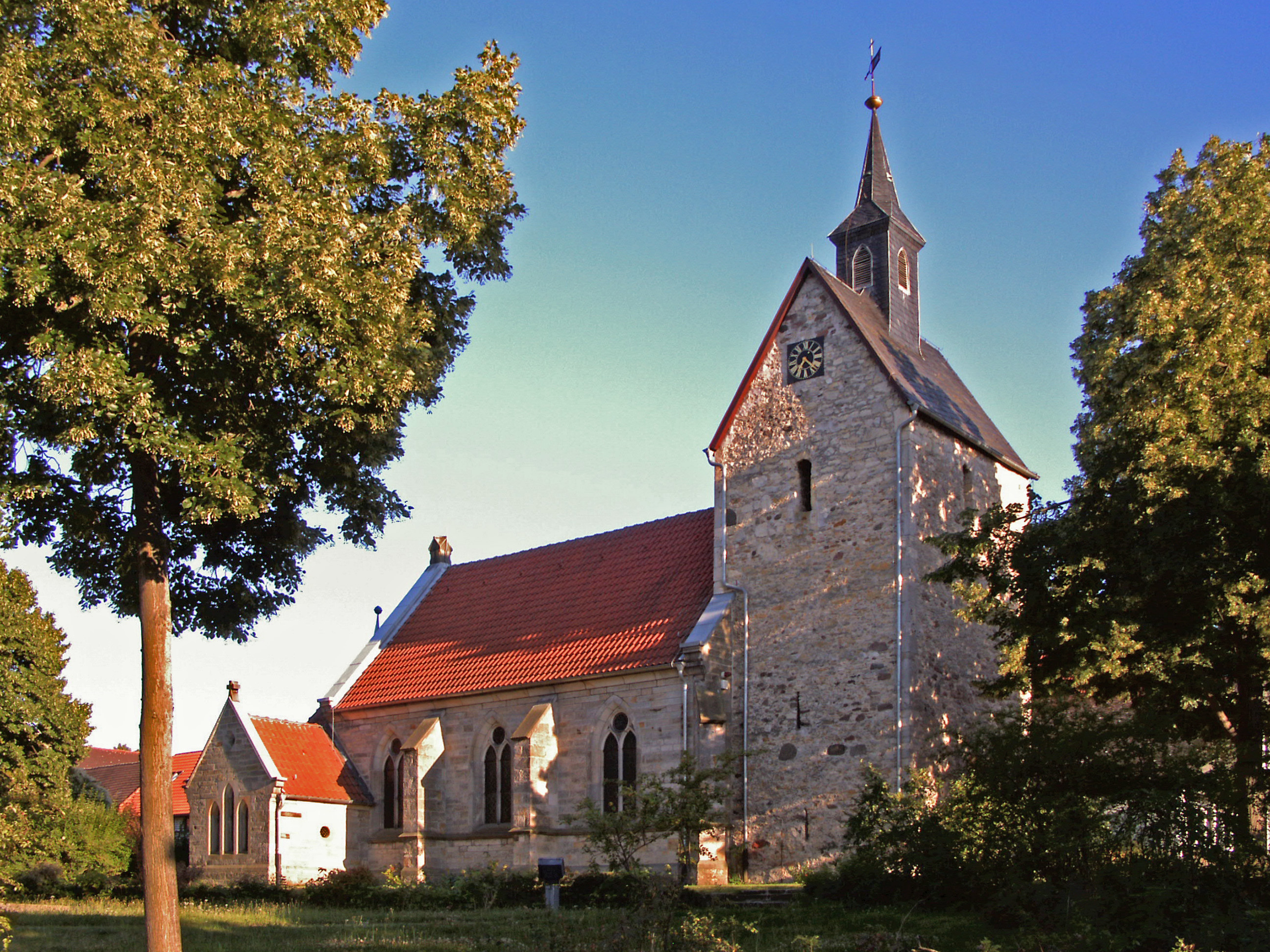
St.-Nicolai-Kirche

## Bildung
- DRK-Kindertagesstätte Nordsteimke
- im Bau: Bewegungskita Sonnenkamp (Träger: VfB Fallersleben e. V.)
- ehemals: Hellwinkelschule, Außenstelle Nordsteimke (Grundschule)

Diese Schule wurde inzwischen geschlossen. Im Neubaugebiet Sonnenkamp ist allerdings zu einem späteren Zeitpunkt ein Neubau einer Grundschule geplant.

## Persönlichkeiten
Die Stadt Wolfsburg verlieh folgendem Bewohner Nordsteimkes das Ehrenbürgerrecht:
- 1981: Günther Graf von der Schulenburg-Wolfsburg (* 15. April 1891; † 12. März 1985), dem letzten Schlossherrn der Wolfsburg, an seinem 90. Geburtstag.

Weitere Persönlichkeiten des Stadtteils sind
- Benno von Henninges (1836–1899), königlich-preußischer Generalleutnant
- Heinrich Büssing wurde am 29. Juni 1843 in Nordsteimke geboren
- Günzel Graf von der Schulenburg-Wolfsburg lebte – mit Unterbrechungen – von 1945 bis 2018 in Nordsteimke
- Bis 2008 wohnte der Fußballprofi Marcelinho im Stadtteil Nordsteimke